# Przednercze
Przednercze, nerka głowowa (pronephros) – narząd występujący rozwoju embrionalnym człowieka, a także minogokształtnych, ryb i płazów.
Przednercze, tworzące się w przypadku człowieka w 4 tygodniu rozwoju wewnątrzmacicznego, zbudowane jest z kanalików uchodzących do wspólnego przewodu (przewód przednercza). Powstają one z pęcherzyków, które z kolei powstają z nefrotomów mezodermy pośredniej okolicy szyjnej. Zazwyczaj występują w liczbie od 7 do 10 par, przy czym w miarę rozwoju kolejnych starsze ulegają zanikowi.
Pierwotnie narząd ten pełni funkcję wydalniczą: produkty przemiany materii wędrują przez kanaliki do przewodu.
W przypadku pewnych gatunków ryb przednercze występują także w życiu pozapłodowym. U niektórych organizmów przednercze tworzy moczowody i nasieniowody, u człowieka jednak zanika w całości lub, według innej teorii, jego ostatnie kanaliki przekształcają się w kanaliki śródnercza.